# Karl Hillenbrand
Karl Hillenbrand, né le 8 juin 1950 à Ochsenfurt, mort le 22 novembre 2014 à Wurtzbourg, est un prêtre catholique allemand, vicaire général du diocèse de Wurtzbourg.

## Histoire
Karl Hillenbrand est un pensionnaire du Kilianeum (de). Après avoir obtenu l'abitur au Riemenschneider-Gymnasium en 1970, il étudie la théologie catholique et la philosophie à l'université pontificale grégorienne à Rome et à l'université de Fribourg-en-Brisgau. Il est ordonné diacre en 1974 par Josef Stangl et ordonné prêtre le 10 octobre 1976 dans l'Église Saint-Ignace-de-Loyola de Rome par le cardinal Joseph Höffner. En 1982, il obtient son doctorat en théologie de l'université pontificale grégorienne avec une thèse christologique. Il travaille dans la pastorale à Leidersbach, Erlach, Riedenberg, Oberbach et est chapelain à Schweinfurt. De 1983 à 1996, Hillenbrand est recteur du séminaire de Wurtzbourg. À partir de 1983, il est aussi président de la Conférence des recteurs bavarois et à partir de 1992, président de la Conférence des recteurs allemands. Hillenbrand intervient à titre consultatif au synode des évêques en 1990 et au synode de l'Europe en 1999 en tant qu'expert en formation sacerdotale.
L'évêque Paul-Werner Scheele le nomme vicaire général du diocèse de Wurtzbourg en 1996 ; il  succède à Heribert Brander (de). Le 1er décembre 1996, il assume le rôle de recteur de la chapelle Sainte-Marie de Wurtzbourg. De 1997 à 2004, il est le porte-parole du diocèse. En 1999, il est nommé chanoine. Après que Scheele prend sa retraite en 2003 et est nommé représentant permanent de l'administrateur diocésain, le nouvel évêque Friedhelm Hofmann le nomme à nouveau son vicaire général en 2004. Depuis 2002, il est membre du comité d'association de l'Association des diocèses allemands (VDD) et en est le vice-président depuis 2004. En 2002, il participe de manière significative aux travaux de la « Commission de coordination des médias » nouvellement créée au sein de la VDD.
Hillenbrand est président du conseil d'administration de la fondation épiscopale "Ensemble pour la vie" qui aide les femmes et leurs enfants dans le besoin.
Hillenbrand meurt subitement dans la nuit du 21 au 22 novembre 2014. Le 29 novembre, environ 2 000 personnes participent au requiem dans la cathédrale Saint-Kilian de Wurtzbourg et à son enterrement dans le cloître de la cathédrale.